# Famille Texier d'Hautefeuille
Pour les articles homonymes, voir Texier, Famille d'Hautefeuille et Hautefeuille.
 (mars 2018).
Améliorez-le ou discutez des points à vérifier. 
 (juillet 2024).
La famille Texier d'Hautefeuille est une famille noble française, originaire du Gâtinais. 

## Historique
En 1632, Germain Texier acquiert Malicorne, Hautefeuille, St-Martin-sur-Ouanne, puis en 1688 Charny, et reçoit alors le titre de comte d'Hautefeuille.

## Personnalités
- Étienne Texier d'Hautefeuille, 1626-1703, nommé abbé commendataire du Mont-Saint-Michel par Louis XIV à la mort de Souvré. lieutenant-général des armées du Roi.
- Comte Gabriel d'Hautefeuille, né en 1671, baron de Malicorne, seigneur de Charny. Il est mestre de camp du régiment de la Reine, mestre de camp général des dragons en 1703[2], puis lieutenant général des armées du Roi en 1718. Sa fille Louise-Élisabeth épouse en août 1723 le comte Alexandre de Monchy, sénéchal et gouverneur de Ponthieu[3], mort le 14 juin 1743 en l'abbaye St Victor de Paris « à un âge fort avancé » (Gazette de France).
- Marie Gabriel Louis Texier d'Hautefeuille, 1735-1789, présenté de minorité dans l'ordre de Saint-Jean de Jérusalem en 1735, il prononce ses vœux, devient chevalier puis commandeur en 1776[4], petit-fils du précédent.
- Eugène Gabriel Louis Texier, comte d'Hautefeuille, 1779-1846. Général d'Empire, à la Restauration il est chargé de réorganiser le 3e Régiment de Lanciers le 20 avril 1814. Il est nommé chevalier de l’Ordre Royal et Militaire de Saint-Louis et officier de la Légion d’honneur. Il passe ensuite au 2e Régiment de Lanciers le 30 novembre 1814. À la seconde Restauration, il devient colonel des Dragons du Calvados (1er de l’arme) en 1815. Passé au corps d’état-major en 1819, il est promu commandeur de la Légion d’honneur en 1821. En 1822, il est nommé colonel du 7e régiment de Dragons avec lequel il fait la campagne d'Espagne de 1823, ce qui lui vaut d’être promu Maréchal de camp. En 1830, il commande la 1re subdivision de la 14e division à Caen.